# Сандвіч (Іллінойс)
Сандвіч (англ. Sandwich) — місто (англ. city) в США, в округах Декальб, Кендалл і Ла-Салл штату Іллінойс. Населення — 7221 особа (2020).

## Географія
Сандвіч розташований за координатами 41°39′0″ пн. ш. 88°37′8″ зх. д. / 41.65000° пн. ш. 88.61889° зх. д. (41.650067, -88.619021).  За даними Бюро перепису населення США в 2010 році місто мало площу 12,19 км², з яких 12,15 км² — суходіл та 0,04 км² — водойми.

## Демографія
Згідно з переписом 2010 року, у місті мешкала 7421 особа в 2704 домогосподарствах у складі 1895 родин. Густота населення становила 609 осіб/км².  Було 2876 помешкань (236/км²).
Расовий склад населення:
| - 90,9 % — білих - 0,8 % — азіатів - 0,5 % — чорних або афроамериканців - 0,2 % — корінних американців - 5,5 % — осіб інших рас |

До двох чи більше рас належало 2,1 %. Частка іспаномовних становила 12,6 % від усіх жителів.
За віковим діапазоном населення розподілялося таким чином: 25,7 % — особи молодші 18 років, 60,8 % — особи у віці 18—64 років, 13,5 % — особи у віці 65 років та старші. Медіана віку мешканця становила 37,3 року. На 100 осіб жіночої статі у місті припадало 100,1 чоловіків;  на 100 жінок у віці від 18 років та старших — 94,0 чоловіків також старших 18 років.
Середній дохід на одне домашнє господарство  становив 69 503 долари США (медіана — 56 261), а середній дохід на одну сім'ю — 79 013 долари (медіана — 70 729). Медіана доходів становила 45 438 доларів для чоловіків та 30 917 доларів для жінок. За межею бідності перебувало 10,5 % осіб, у тому числі 10,2 % дітей у віці до 18 років та 8,6 % осіб у віці 65 років та старших.
Цивільне працевлаштоване населення становило 4034 особи. Основні галузі зайнятості: роздрібна торгівля — 19,5 %, виробництво — 17,1 %, освіта, охорона здоров'я та соціальна допомога — 17,1 %.